# Речна мрежа
Речна мрежа (ијек. ријечна мрежа) је део хидрографске мреже и чине је сви речни токови у оквиру једне регије, територије, државе или континента. Густина речне мреже представља дужину речног тока по километру квадратном, тако да је негде већа а негде мања. То зависи од падавина и геолошког састава земље.

## Развој и карактер
Развој и карактер мреже зависи од рељефа, геолошке структуре, тектонских покрета, климатских услова и вегетације.